# 오토루트 50호선

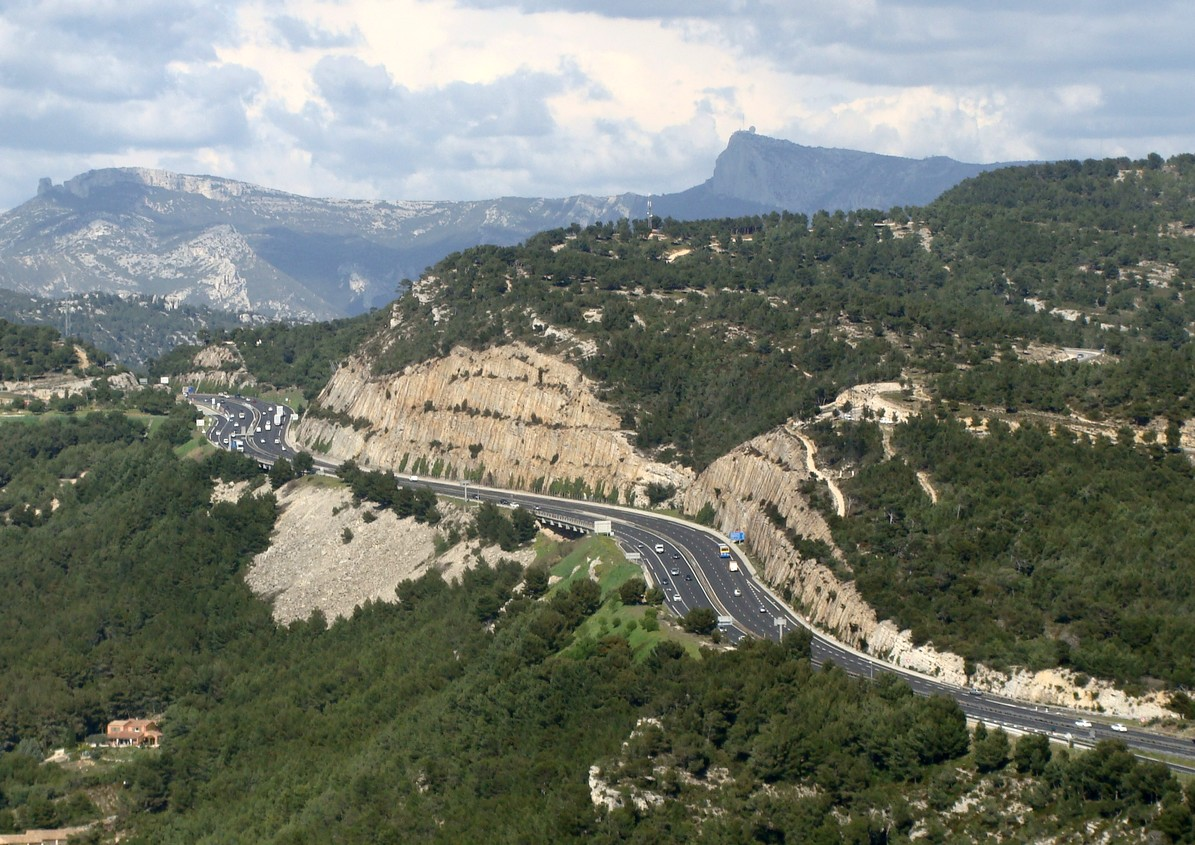
카시스를 관통하고 있는 오토루트 50호선

오토루트 50호선(프랑스어: Autoroute A50)은 마르세유에서 툴롱까지 이어주는 총 연장 63km의 거리를 이루는 오토루트 노선이다. 그러나 이 고속도로는 1962년에 최초로 개통되었으며, 지중해 연안을 종단하고 있는 고속도로 노선이기도 하다. 그러니까 오토루트의 표준에 따라 급커브 및 급경사 구배도 일부 보유된 상태이며, 일부 구간의 속도 제한을 한국과 비슷하게 시속 110km/h로 낮추는 경우도 있다. 

## 통과하는 도시
- 마르세유
- 카시스
- 라시오타
- 생시르쉬르메르
- 방돌
- 사나리쉬르메르
- 라센쉬르메르
- 툴롱
- 니스

## 접촉하고 있는 도로
오토루트
- 오토루트 7호선
- 오토루트 55호선
- 오토루트 52호선
- 오토루트 501호선
- 오토루트 502호선
- 오토루트 57호선

국도
- 국도 제8호선